# Metynnis
Metynnis – rodzaj słodkowodnych ryb z rodziny piraniowatych (Serrasalmidae).

## Występowanie
Ameryka Południowa.

## Klasyfikacja
Gatunki zaliczane do tego rodzaju:
- Metynnis altidorsalis
- Metynnis argenteus
- Metynnis cuiaba
- Metynnis fasciatus
- Metynnis guaporensis
- Metynnis hypsauchen – płaskobok tęgogłowy[3], płaskobok ozdobny[4], płaskobok Schreitmuellera[4]
- Metynnis lippincottianus – płaskobok czarnoobrzeżony[4], płaskobok Heinrotha[4], płaskobok Roosevelta[4]
- Metynnis longipinnis
- Metynnis luna
- Metynnis maculatus
- Metynnis mola
- Metynnis orinocensis
- Metynnis otuquensis
- Metynnis polystictus

Gatunkiem typowym jest Metynnis luna.

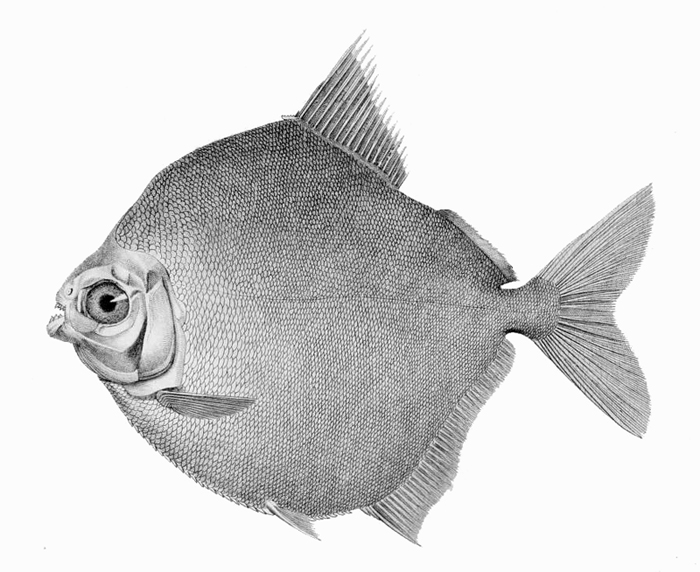
Metynnis hypsauchen
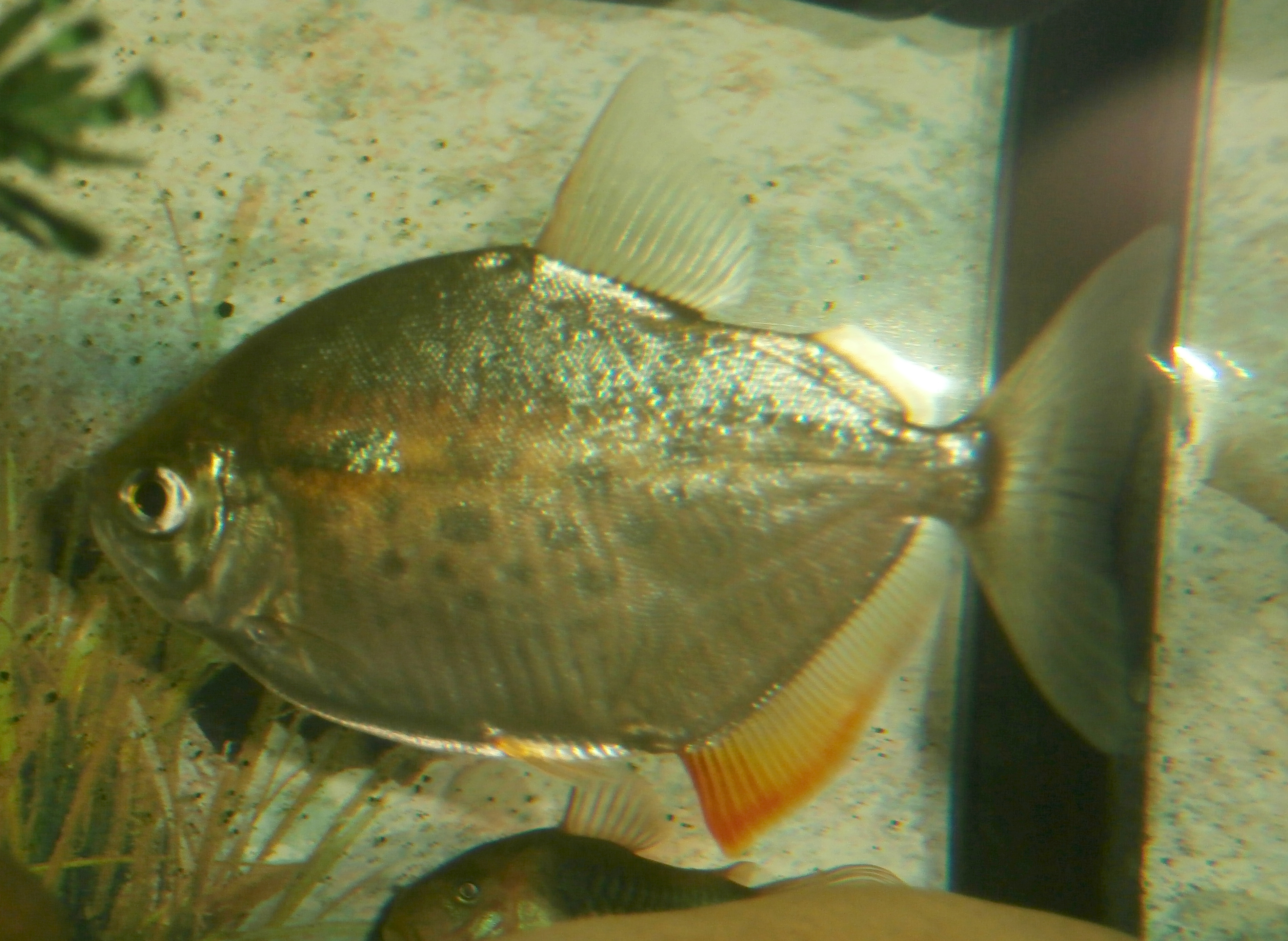
Metynnis lippincottianus